# N.O.R.E.
Victor Santiago, Jr., bedre kendt under sit kunstnernavn N.O.R.E eller Noreaga (født 6. september 1976), er en amerikansk rapper. Han er den ene halvdel af gruppen Capone-N-Noreaga sammen med rapperen Capone.
Han er også en figur man kan vælge at spille som og imod i kampspillet Def Jam: Fight for NY fra 2004 til Xbox og Playstation 2.

## Diskografi
- 1998: N.O.R.E. (som Noreaga)
- 1999: Melvin Flynt – Da Hustler (som Noreaga)
- 2002: God's Favorite
- 2007: Noreality